# Дон Паскуале
«Дон Паскуале» (італ. Don Pasquale) — опера-буфа на 3 дії італійського композитора Гаетано Доніцетті. Італійське лібрето Джованні Руффіні — переробка більш раннього (1810) лібрето Анджело Анеллі «Сер Марк Антоніо». Прем'єра відбулася 3 січня 1843 року в Парижі в Італійській опері.

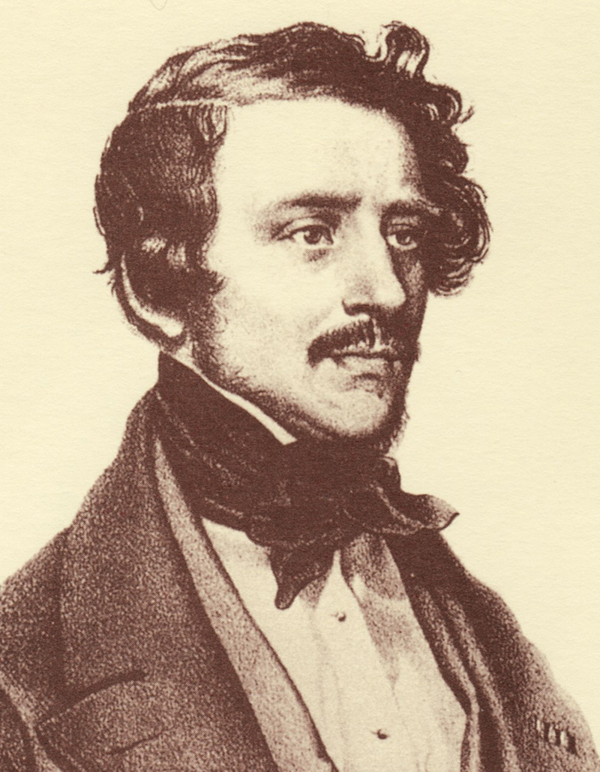
Ґаетано Доніцетті

Персонажі «Дона Паскуале» за традицією опери-буфа нагадують персонажів італійської комедії дель арте. Дон Паскуале — Панталоне, Ернесто — П'єро, Малатеста — Скарпіно, Норін — Коломбіну.

## Зміст

### Акт перший. Сцена перша. У будинку Дона Паскуале
Старий багатий холостяк Дон Паскуале скаржиться своєму другові доктору Малатесті на своє життя і свого племінника Ернесто. Старий хоче одружити племінника з багатою нареченою і спровадити з дому, а самому одружитися з молодою жінкою. З'являється Ернесто. Він відмовляється одружуватися за вибором дядька, тому що любить іншу. Старий приходить у лють. Завтра ж Ернесто може забиратися з дому на всі чотири сторони.

### Акт перший. Сцена друга. У будинку Норін
Норін одна. Вона згадує всіх своїх залицяльників — претендентів на руку красивої і молодої вдови, але любить вона лише Ернесто. Входить Малатеста. Він розповідає про задуми Дона Паскуале і пропонує Норін провчити старого. Він представить її як свою сестру Софрону — скромницю, виховану в стінах монастиря, а потім за допомогою уявного нотаріуса (свого кузена Карліто) укладе уявний шлюб між доном Паскуале і Норін, щоб показати старому «принади» сімейного життя з молодою дружиною. Норін згодна.

### Акт другий. Зал у будинку Дона Паскуале
Ернесто прощається з будинком, в якому пройшли його дитинство і юність. Він залишає його назавжди. Дон Паскуале радіє тому, що позбувся  племінника і може почати нове життя. Малатеста приводить Норін. Норін зображує побожну невинну дівчину. Дон Паскуале зачарований нею і просить Малатесту негайно послати за нотаріусом, щоб укласти шлюб. З'являється уявний нотаріус Карліто. Для укладення шлюбу потрібен свідок. Малатеста кличе Ернесто, якого попередив заздалегідь, і який ще не встиг далеко втекти. Як тільки шлюб укладено, Норін негайно перетворюється зі скромної невинної дівчини в розлючену, злу і сварливу фурію. Вона вимагає грошей, змушує Дона Паскуале залишити в будинку Ернесто. Дон Паскуале нажаханий.

### Акт третій. Сцена перша. У будинку Дона Паскуале
Через кілька днів після укладення шлюбу будинок старого парубка не впізнати. Тут повно слуг, прикажчиків з різних магазинів з товарами та рахунками, які старий повинен оплатити. З'являється Норін. Вона виряджена і збирається на бал. Паскуале намагається не пустити її, але розгнівана дружина нагороджує його стусанами та ляпасами і йде. Із загубленої записки Паскуале дізнається, що його дружина сьогодні ввечері призначила побачення в саду коханцеві. Старий йде, схопившись за голову. Слуги та служниці, найняті Норін, продовжують плюндрувати будинок Дона Паскуале. З'являються Малатеста та Ернесто. Ернесто розповідає, що трюк із запискою підлаштований спеціально, щоб сьогодні ввечері завершити розіграш, потім він піде. З'являється Паскуале. Він гірко скаржиться Малатесті на свою долю. Від дружини він не бачить нічого, крім лайки та стусанів. До себе вона його навіть близько не підпускає. І на довершення призначає побачення коханцям. Він просить Малатесту допомогти застати Норін зненацька і позбутися її, розірвавши шлюб. Малатеста згоден.

### Акт третій. Сцена друга. Сад Дона Паскуале
Ернесто чекає Норін. Вона виходить, і закохані досягають порозуміння. З'являється Паскуале з Малатестою. Ернесто тікає, а Норін заявляє, що в саду нікого не було. План викриття дружини не вдався. Паскуале в розпачі. Він пропонує Норін розлучитися. Навчений гірким досвідом, Паскуале готовий назавжди відмовитися від думки про одруження. Тоді Малатеста викликає Ернесто, і вони відкривають старому таємницю його уявного одруження. Паскуале щасливий, що позбувся дружини, і благословляє Ернесто і Норін.

## Постановки українською
Українською мовою «Дон Паскуале» ставили в оперній студії при Музичній академії 13 червня 2019. Режисер — Олександра Шевельова, Художник-постановник — Олена Куца-Чапенко, Художній керівник — Олександр Кравченко, завідувач художньо-постановочної частини — Віталій Александрович. Виконавці: Ігор Воронка, Ольга Буджак, Олег Тонкошкура, Олег Лебедєв, Антон Ярема, Ірина Тарасевич, Владислав Лисенко, Ольга Артеменко .

## Дискографія
- Доніцетті. Дон Паскуале. Б. Сіллз, А. Краус, Х. Хагегард, Г. Бакье. Диригент М. Решіньо / МЕТ 20.1.1979
- Доніцетті. Дон Паскуале. Л. Попп, Ф. Арайса, Б. Вайкль, Є. Нестеренко. Диригент Х. Вальберг / RCA 1979
- Доніцетті. Дон Паскуале. С. Ялишева, В. Солодовников, Г. Заставний, О. Храмцов. Диригент В. Гергієв / Ленінград, Театр ім. Кірова 1980
- Доніцетті. Дон Паскуале. М. Френ, Й. Винберг, Л. Нуччі, С. Брускантіні. Диригент Р. Муті / EMI 1982
- Доніцетті. Дон Паскуале. А. Нетребко, Х. Д. Флорес, М. Квічень, С. Алаймо. Диригент М. Беніні / МЕТ 15.4.2006